# Rudolf Bornschein
Rudolf Bornschein (* 24. März 1912 in Saarbrücken; † 31. Juli 1988 ebenda) war ein deutscher Kunsthistoriker und Direktor des Saarlandmuseums.

## Leben
Bornschein studierte Kunstgeschichte, Archäologie, Geschichte und Literaturwissenschaften in Berlin, Wien und München. Danach kehrte er nach Saarbrücken zurück und arbeitete einige Zeit als Journalist, bevor er 1939 als Hilfskraft zum damaligen Heimatmuseum Saarbrücken wechselte. Bornschein wurde zum Kriegsdienst eingezogen und geriet in sowjetische Gefangenschaft. Nach Kriegsende trat er wieder den Dienst in seiner alten Stelle an; zwischenzeitlich war das Museum in Saarlandmuseum  umbenannt worden.

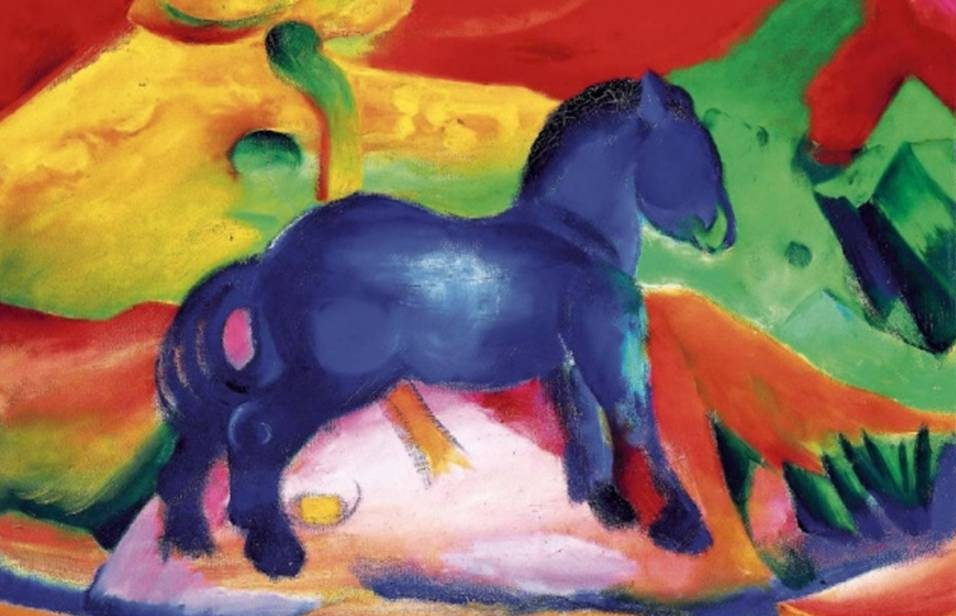
Franz Marc: Blaues Pferdchen (1912)

Bornschein zeichnete von 1955 bis 1978 als Direktor für das Saarlandmuseum verantwortlich. Gemeinsam mit dem St. Wendeler Architekten Hanns Schönecker entwarf und baute er für das Museum die Moderne Galerie, die aus drei flachen Pavillons besteht. Bornschein war der erste deutsche Museumsdirektor, der nach dem Zweiten Weltkrieg für sein Haus Ankäufe von großen Künstlern, die von den Nazis als „entartet“ gebrandmarkt worden waren, tätigte. Auf diesem Weg kam unter anderem das „Blaue Pferdchen“, eines der berühmtesten Gemälde des Blauer-Reiter-Künstlers Franz Marc, nach Saarbrücken. Durch gezielte weitere Ankäufe konnte Bornschein den Bestand des Museums zu einem repräsentativen Querschnitt durch die klassische Moderne entwickeln. So entstand innerhalb weniger Jahre mit bescheidenen Mitteln eine Sammlung moderner Kunst, die einen umfassenden Überblick über die künstlerische Entwicklung der letzten 100 Jahre ermöglichte.

## Freundschaft mit Archipenko
Insbesondere mit dem russischen Künstler Alexander Archipenko verband Bornschein eine enge Freundschaft. Archipenko setzte das Saarlandmuseum zum Erben seiner Gipsmodelle ein. Der reiche Bestand an Originalgipsen des Wegbereiters der Skulptur des 20. Jahrhunderts zählt zu den besonders kostbaren und dabei konservatorisch anspruchsvollen Schätzen des Saarlandmuseums. Seit seiner ersten Einzelausstellung im Folkwang Museum (Hagen) im Jahr 1912 hatte Archipenko zeitlebens Kontakte mit deutschen Museen und Ausstellungshäusern gepflegt. Im Jahr 1960 richtete Rudolf Bornschein dem bereits international anerkannten Bildhauer eine bedeutende Retrospektive aus. Die freundschaftliche Verbundenheit, die sich darauf zwischen Archipenko und Bornschein entwickelte, bewog den Künstler dazu, das Saarlandmuseum zum Erben von 107 seiner Gipsmodelle zu bestimmen. Mit den in der Folge hinzu erworbenen Bronzegüssen weiterer Werke Archipenkos vermittelt die Saarbrücker Sammlung einen nahezu lückenlosen Überblick über die künstlerische Entwicklung des Bildhauers von 1908 bis 1963.

## Ehrungen – Auszeichnungen
- Verleihung des Ehrendoktortitels der Universität des Saarlandes
- Verleihung des Ehrentitels Professor durch die saarländische Landesregierung
- Ehrenmitgliedschaft im Deutschen Werkbund
- 1977 Verleihung des Saarländischen Verdienstordens[2]